# Ci-Gît Satie
«Ci-Gît Satie» (укр. Тут лежить Саті) або «Ci-Gît Satie et des autres» (укр. Тут лежить Саті та інші) — пісня Бена Джонстона, написана 1966 року.
Автором пісні є американський композитор Бен Джонстон, викладач Університету Іллінойсу з 1951 року, який писав сценічну, камерну та симфонічну музику, використовуючи техніки серіалізму та цікавившись мікроінтервалікою. Влітку 1966 року Джонстон разом з університетським камерним ансамблем подорожував Європою, де зустрівся зі старим другом та колишнім учнем Вордом Свінглом, засновником вокального ансамблю Swingle Singers. Свінгл працював над новим репертуаром для свого гурту та замовив одну пісню у Бена Джонстона.
Джонстон завершив роботу над композицією, що отримала назву «Ci-Gît Satie» (укр. Тут лежить Саті), наприкінці 1966 року. Вона була написана для хору з восьми голосів, барабанів та контрабаса. Джазова композиція не містила тексту, а виконувалася у стилі скет. Композиція була написана не в рівномірно-темперованому, а в чистому строї, де музичні інтервали настроювалися на слух, щоб уникнути акустичного «биття». Для настроювання використовувалися чисті інтервали зі співвідношенням висот звуків 4:5:6 та піфагорійська кома (співвідношення 80/81, або 22 центи), проте музична нотація обмежувалася звичними знаками альтерації — дієзами, дубль-дієзами, бемолями та дубль-бемолями, не використовуючи характерні для творів Джонстона знаки «плюс» та «мінус», що означали зміну висоти тону на кому. Попри те, що «Ci-Gît Satie» була максимально близькою до попмузики, у порівнянні з іншими творами Джонстона, Свінгл розцінив її як занадто складну, та відмовився включати до репертуару Swingle Singers.
На щастя для Джонстона, розчарованого відмовою Свінгла, знайшовся інший колектив, який зацікавився композицією. Новий музичний хоровий ансамбль Університету Іллінойсу під керівництвом Кеннета Габуро погодився вивчити та виконати пісню. Джонстон підготував додаткові пояснення щодо стилістики фрагментів композиції та наявних музичних цитат. Перше виконання пісні відбулося 23 липня 1967 року. Пізніше гурт виконав «Ci-Gît Satie» на Всесвітній виставці 1967 в Монреалі, а також включив до альбому власних записів, що вийшов 1968 року на лейблі Ars Nova Ars Antiqua Records.
Програма прем'єрного концерту містила текст Джонстона, в якому він пояснював прихований зміст композиції: «У творі присутні дотепність, сатира, навіть місцями пародія. Вона містить метаморфози стилю, алюзії на музику поза твором, на манеру виконання, навіть на різні мови». За словами Джонстона, «Ci-Gît Satie» неявно відсилала до багатьох відомих творів, серед яких джазові стандарти «Perdido» та «I'll Remember April», Gymnopédies Еріка Саті, творчість Лотте Ленья, іспанське фламенко та пісні американських біг-бендів, «Симфонія псалмів» Стравінського, головна тема серіалу Route 66, сюїта Escales Жака Ібера, вірш «Un coup de dés jamais n'abolira le hasard» Стефана Малларме та опера «Трістан та Ізольда».
Музикознавиця Хайді фон Гунден вважала музичні цитати Джонстона майже непомітними: «Скоріше за все, слухач сприйматиме „Ci-Git Satie“ як спробу імітувати джазовий стиль, але надто контрольовано й стримано». Вона порівнювала твір Джонстона із Симфонією Лучано Беріо, написаною для Swingle Singers 1968 року, та ранніми джазовими композиціями Джонстона Newcastle Troppo й Ivesberg Revisited, в яких відсилання до інших відомих творів є більш явними. На думку фон Гунден, Джонстон використав цитати та ненадовго повернувся до джазової музику через ностальгію по тих часах, коли він навчався в коледжі разом зі Свінглом, вивчав французьку та слухав джаз.